# Mimosa chodatii
Mimosa chodatii är en ärtväxtart som beskrevs av Emil Hassler. Mimosa chodatii ingår i släktet mimosor, och familjen ärtväxter. Inga underarter finns listade i Catalogue of Life.